# Titus Pomponius Atticus
Titus Pomponius Atticus oder Quintus Caecilius Pomponianus (* Ende 110 v. Chr.; † 31. März 32 v. Chr.) war ein römischer Ritter aus der Familie der Pomponier, die nach antiker Ansicht auf den römischen König Numa Pompilius zurückging.
Er war ein enger Freund Marcus Tullius Ciceros, mit dem er einen jahrelangen Briefwechsel führte; erhalten sind nur die Briefe von Cicero an Atticus. Diese Freundschaft ist insofern bemerkenswert, da Atticus – im Gegensatz zu Cicero – Anhänger des Epikureismus war.

## Leben
Atticus war der Sohn eines ansonsten unbekannten Titus Pomponius und einer Caecilia Metella. Er genoss den Unterricht seiner Lehrer zusammen mit Marcus Tullius Cicero, dessen Verwandten Gaius Marius (dem Sohn des berühmten Feldherrn Marius) sowie Lucius Manlius Torquatus, und gleich seinem Freund Cicero war er schon als Kind berühmt für seinen Bildungseifer.
Nachdem 88 v. Chr. sein entfernter Verwandter, der Volkstribun Publius Sulpicius Rufus, der auf der Seite des Marius stand, ermordet worden war, sah Atticus sich gezwungen, für Sulla oder Cinna Partei zu ergreifen. Da eine derartige Entscheidung seiner Lebensphilosophie zuwiderlief, verließ er Rom und ging nach Athen, wo er von 86 bis 65 v. Chr. (mit Unterbrechungen) lebte. Den Beinamen Atticus erwarb er sich durch die Unterstützung des Wiederaufbaus der Stadt nach der Zerstörung durch die Römer unter Sulla. Die Athener wollten ihm aus Dankbarkeit das Bürgerrecht verleihen, worauf Atticus jedoch verzichtete, da es nicht mit dem römischen Bürgerrecht zu vereinen war. Laut Perlwitz verschweigt diese Darstellung den wichtigsten Grund für Atticus’ Umzug nach Athen: Seine Haupteinnahmequelle, der Geldverleih, drohte durch den Bundesgenossenkrieg und die Geldentwertung durch die lex Valeria de aere alieno, die die bisherigen Schulden auf ein Viertel reduzierten, in Rom zu versiegen. Gleichzeitig war in Athen nach den Zerstörungen des Ersten Mithridatischen Krieges ein großer Bedarf an Kapital entstanden. Obwohl Atticus nicht solche Wucherzinsen verlangte wie andere Geldverleiher, konnte er bis zu seiner Rückkehr nach Rom das Erbe seines früh verstorbenen Vaters erheblich vermehren. Da er Teile dieses Gewinns jedoch nutzte, um Athen günstige Kredite zu geben und die hungernde Bevölkerung kostenlos mit Getreide zu beliefern, wurde er von der Stadt als Wohltäter gefeiert. Bei Buthroton erstand er ein Latifundium, von dessen fruchtbarem Boden reiche Einkünfte zu erwarten waren. Seinen Erfahrungen, die er dort in der Viehzucht sammelte, setzte Marcus Terentius Varro in seiner Schrift De Re Rustica ein Denkmal.
Aus moralischen Erwägungen heraus – und auch um Leben und Besitz zu schützen – verzichtete Atticus darauf, den cursus honorum einzuschlagen, obwohl ihm mehrmals die Prätur angetragen wurde. Politisch verhielt er sich in den Bürgerkriegen der späten römischen Republik neutral; nur bei der Niederschlagung der Verschwörung Lucius Sergius Catilinas 63 v. Chr. unterstützte er seinen Freund Cicero, indem er die Anführerschaft der Ritter übernahm. Hier nimmt Perlwitz an, dass sein Eingreifen nicht so sehr in der Freundschaft zu Cicero begründet lag als vielmehr darin, dass Atticus durch Catilinas beabsichtigten Schuldenerlass Verluste befürchten musste. Anschließend verließ er Rom wieder für einige Jahre. 59 v. Chr. kehrte er zwar wieder zurück, war Cicero aber keine große Hilfe und konnte nicht verhindern, dass er ins Exil gehen musste und enteignet wurde. In der Folgezeit war er jedoch die treibende Kraft, die Cicero die Rückkehr 57 v. Chr. ermöglichte.
58 v. Chr. starb Atticus’ Onkel, der berüchtigte Wucherer Quintus Caecilius, der ihn in seinem Testament adoptierte und ihm ein erhebliches Vermögen hinterließ. Atticus war nun in dessen Nachfolge im stadtrömischen Geldgeschäft tätig.
Als 49 v. Chr. Gaius Iulius Caesar, der bereits in Athen sein Gast gewesen war, in Rom einzog, blieb Atticus in der Stadt, anstatt sich wie Cicero und andere Sympathisanten des Pompeius in dessen Lager zu begeben. Cicero bestärkte ihn, dass die Gewinnmöglichkeiten auf dem römischen Immobilienmarkt, wo dank eines von Caesar reaktivierten Gesetzes Geldknappheit herrschte,  wichtiger seien als die Treue Pompeius gegenüber, warnte ihn aber auch vor den von Pompeius angedrohten Proskriptionen. Caesar begnadigte um Atticus’ Neutralität willen dessen Schwager Quintus Tullius Cicero und dessen Sohn, die auf der Seite des Pompeius gestanden hatten.
Auch nach Caesars Ermordung setzte Atticus seine Politik der Neutralität fort und unterstützte Marcus Iunius Brutus, obwohl er mit ihm befreundet war, erst, nachdem Marcus Antonius die Oberhand gewonnen hatte. Auf der anderen Seite half er fast als einziger Fulvia bei ihrem Versuch, ihren in Rom in Verruf geratenen Ehemann zu vertreten. Diese Haltung Marcus Antonius gegenüber führte dazu, dass sein Name von der Proskriptionsliste gestrichen wurde, während es Cicero, der eigentlich vorgehabt hatte, Italien zusammen mit Brutus zu verlassen, zum Verhängnis wurde, dass Atticus ihm aus unbekannten Gründen davon abgeraten hatte. Später unterhielt Atticus ein gutes Verhältnis zu Octavian, dem späteren Augustus, das sogar in verwandtschaftliche Beziehungen mündete.
Schwer an Gicht erkrankt, setzte Atticus seinem Leben 32 v. Chr. selbst ein Ende, indem er die Nahrungsaufnahme verweigerte.

### Familie
Atticus heiratete erst im fortgeschrittenen Alter 56 v. Chr. Caecilia Pilia, mütterlicherseits eine Enkelin des Marcus Licinius Crassus. Cicero erwähnt in seinen Briefen mehrmals ihre glückliche Ehe, aus der ein Sohn und eine Tochter hervorgingen. Pilia erkrankte im Frühjahr 44 v. Chr., wie aus Ciceros besorgten Genesungswünschen ersichtlich. Das letzte Mal grüßt er sie im November desselben Jahres. In seinen letzten Briefen an den Freund wird nur noch einmal die Tochter erwähnt. Vermutlich ist Pilia also zu diesem Zeitpunkt verstorben.
Auf Vermittlung des Marcus Antonius heiratete Atticus’ Tochter Pomponia Caecilia Attica (* 51 v. Chr.) um 39 v. Chr. Marcus Vipsanius Agrippa, den Vertrauten Octavians. Sie starb wohl vor 28 v. Chr., denn als Agrippa Augustus’ Nichte Claudia Marcella heiratete, ist sie nicht mehr erwähnt. Die Tochter aus dieser Ehe, Vipsania Agrippina, verlobte Augustus schon als Kleinkind mit seinem Adoptivsohn, dem späteren Kaiser Tiberius. Allerdings musste Tiberius sich schon nach vierjähriger, glücklicher Ehe 12 v. Chr. auf kaiserlichen Befehl scheiden lassen, um Iulia, seine Stiefschwester und zugleich die Stiefmutter seiner Frau, zu heiraten. Über sie war Atticus Urgroßvater des Kaisersohnes Drusus.

### Charakter
Nepos beschrieb seinen Freund Atticus in seiner noch zu dessen Lebzeiten begonnenen Biografie als trotz allen Reichtums von mehreren Millionen Sesterzen maßvollen Mann. So verbrauche sein Haushalt im Monat nur 3000 Sesterzen, obwohl er stilvoll lebe. Atticus war ein geschickter Geschäftsmann. Immer wieder betont Nepos, wie freigiebig und großzügig er sei, doch habe er nie leichtfertig Bitten erfüllt, sondern nur, wenn er es mit seinem Gewissen vereinbaren konnte und sicher war, das Versprechen halten zu können. Seine dignitas war ihm sehr wichtig.
Sein ausgeglichenes Wesen und seine epikureische Philosophie machten es ihm möglich, gleichzeitig mit Mitgliedern der Optimaten und der Popularen, beispielsweise mit Cicero und dessen größtem Kontrahenten Quintus Hortensius Hortalus oder auch Augustus und Marcus Antonius befreundet zu sein. Auch ansonsten genoss er jedermanns Sympathie, was ihm viele Erbschaften eintrug. Sogar in seiner Familie habe es nie Streit gegeben.

### Schriftstellerische Tätigkeit
Nepos berichtet vom liber annalis, einem historischen Werk, in dem Atticus mit großer Akkuratesse „jedes Gesetz, jeden Friedensschluss, jeden Krieg und jede berühmte Tat des römischen Volkes“ aufgeführt habe. Auch beschäftigte Atticus sich ausführlich mit der Genealogie der großen römischen Familien und machte sogar kleine Gedichte über sie.
Atticus führte eine reiche Korrespondenz, von der nur Ciceros Briefe an ihn erhalten geblieben sind. Diese Briefe sind eine wichtige Quelle für die Zeit der späten Republik.

### Verleger
Oft wird Atticus als Ciceros „Verleger“ bezeichnet, der für die Verbreitung der Werke seines Freundes gesorgt habe. Ein Verlagswesen im heutigen Sinne gab es im antiken Rom jedoch nicht. Nepos erwähnt, dass Atticus seine Sklaven als Vorleser oder Kopisten ausbilden ließ. Als geschickter Geschäftsmann und Freund der Wissenschaften ließ er in mehreren Kopiersälen Schriften, darunter die Ciceros, vervielfältigen, um sie in seinem ausgedehnten Freundeskreis zu verbreiten. Er war aber vermutlich nicht im gewerbsmäßigen Buchhandel tätig.

## Atticus und Cicero
Trotz unterschiedlicher philosophischer Anschauungen waren Atticus und Cicero zeitlebens beste Freunde. Ciceros Briefe an Atticus umfassen sechzehn Bücher und fast den gesamten Zeitraum ihrer Freundschaft. Neben einem tiefen Einblick in die Politik der späten Republik bieten sie viel Persönliches aus beiden Familien. So liebte Cicero die kleine Attica sehr, sorgte sich um ihre Gesundheit und gab Ratschläge zu ihrer Erziehung. Atticus beteiligte sich zwar nicht aktiv an der Politik, beriet jedoch Cicero. Auch an seinem Reichtum ließ Atticus seinen Freund großzügig teilhaben. So unterstützte er den 57 v. Chr. Verbannten mit 250.000 Sesterzen.
Cicero widmete Atticus mehrere Schriften, darunter „als Freund dem Freund“ Laelius de amicitia.
Atticus’ Schwester Pomponia war mit Ciceros Bruder Quintus verheiratet. Aus verschiedenen Briefen geht hervor, dass die Ehe nicht sehr glücklich war.